# Village-des-Belliveau
Pour les articles homonymes, voir Belliveau.
 (mars 2023).
Si vous disposez d'ouvrages ou d'articles de référence ou si vous connaissez des sites web de qualité traitant du thème abordé ici, merci de compléter l'article en donnant les références utiles à sa vérifiabilité et en les liant à la section « Notes et références ».
Village-des-Belliveau, ou Pierre-à-Michel, est un quartier du village canadien de Memramcook, au Nouveau-Brunswick. Il est situé sur la rive gauche de la rivière Petitcodiac.